# 1522
Năm 1522 (số La Mã:MDXXII) là một năm thường bắt đầu vào thứ Tư (liên kết sẽ hiển thị đầy đủ lịch) trong lịch Julius.

## Sự kiện

### Tháng 7
- 27 tháng 7: Lê Chiêu Tông trốn đến Sơn Tây, xuống chiếu cần vương đánh Mạc Đăng Dung.

### Tháng 8
- Mạc Đăng Dung phế bỏ Lê Chiêu Tông lập Lê Xuân làm vua niên hiệu Thống Nguyên.
- Nguyễn Kính, Nguyễn Áng theo vua Lê Chiêu Tông chống Mạc Đăng Dung.

### Tháng 10
- Lê Chiêu Tông nghe lời xàm tấu giết tướng Trịnh Tuy là Nguyễn Bá Kỳ.
- 18 tháng 10: Trịnh Tuy làm chính biến bắt Lê Chiêu Tông vào Thanh Hóa.

## Sinh
- Catherine xứ Ricci

## Mất
- Lê Hiếu Trung - Tư nghiệp quốc tử giám[1]

1. ↑  Đại Việt sử ký toàn thư, Nhà Xuất bản Khoa học Xã hội Hà Nội, tr. 816.